# Akro
Akro, właściwie Thomas Duprel – belgijski muzyk, członek belgijskiego zespołu Starflam.

## Dyskografia

### Albumy studyjne
| Rok  | Dane dot. albumu | Najwyższe pozycje na listach |
| Rok  | Dane dot. albumu | BEL (WAL)                    |
| ---- | --- | ---------------------------- |
| 2006 | L’encre, la sueur et le sang - Wydany: 12 maja 2006 - Wytwórnia: Universal Music Belgium - Format: CD, digital download | 71                           |
| 2008 | Au crunk - Wydany: 2008 - Wytwórnia: Skinfama - Format: CD, digital download                                            | –                            |
| 2011 | Bleu électrique - Wydany: 25 marca 2011 - Wytwórnia: Munich Records - Format: CD, digital download                      | 93                           |

### Single
| Rok  | Tytuł                   | Album                        |
| ---- | ----------------------- | ---------------------------- |
| 2006 | „Bitches from Brussels” | L’encre, la sueur et le sang |
| 2006 | „Elle veut”             | L’encre, la sueur et le sang |
| 2008 | „Amours blessées”       | –                            |
| 2011 | „Dans mon ordinateur”   | Bleu électrique              |
| 2013 | „Shut Up”               | –                            |
| 2013 | „Abuse”                 | –                            |